# Espejo retrovisor lateral

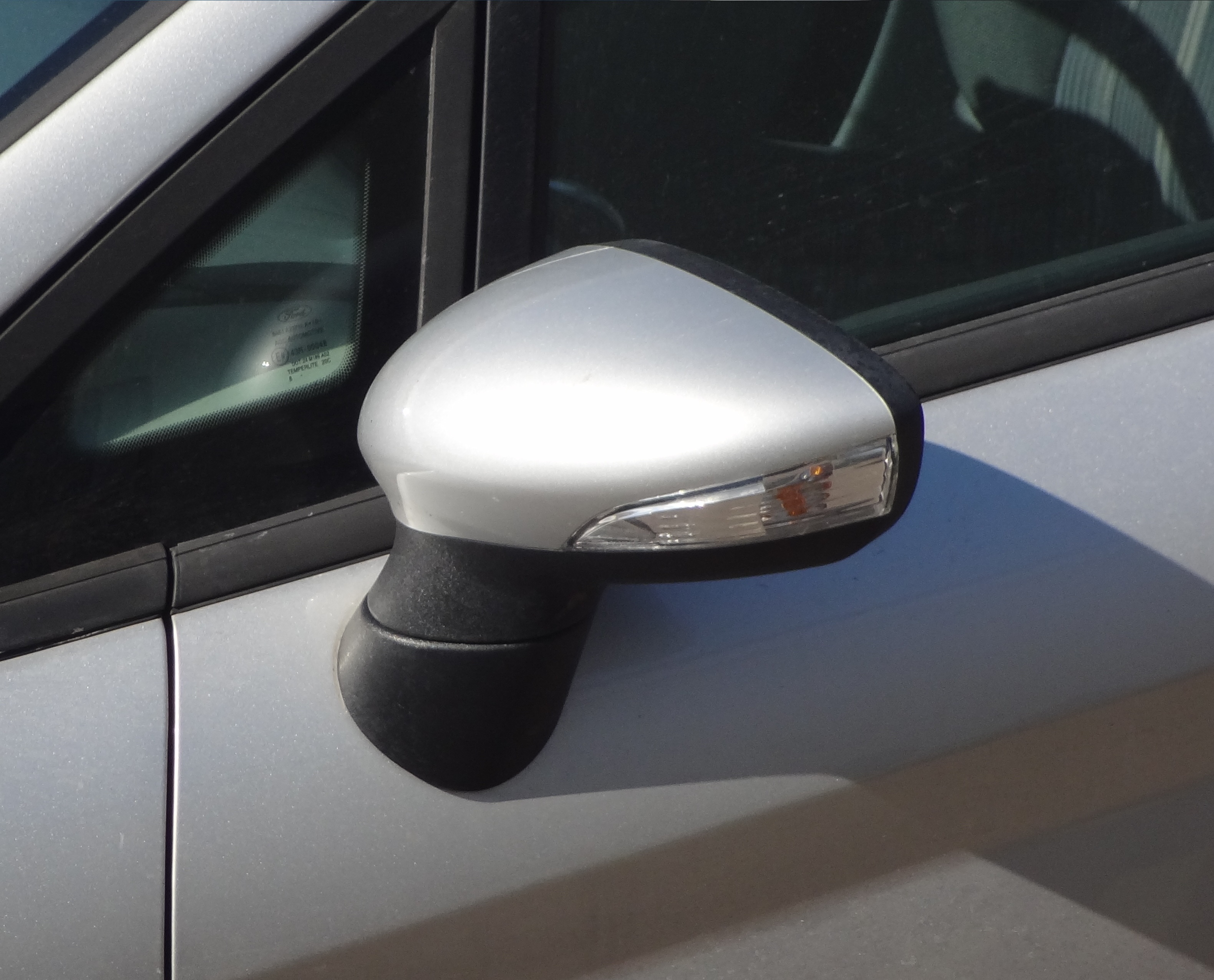
Espejo lateral con repetidor de señal de giro integrado

Un espejo retrovisor lateral (o retrovisor lateral), también conocido como retrovisor exterior, es un espejo que se coloca en el exterior de los vehículos motorizados con el fin de ayudar al conductor a ver las áreas situadas detrás y a los lados del vehículo, fuera de la zona de visión periférica del conductor (en los denominados "puntos ciegos"). 

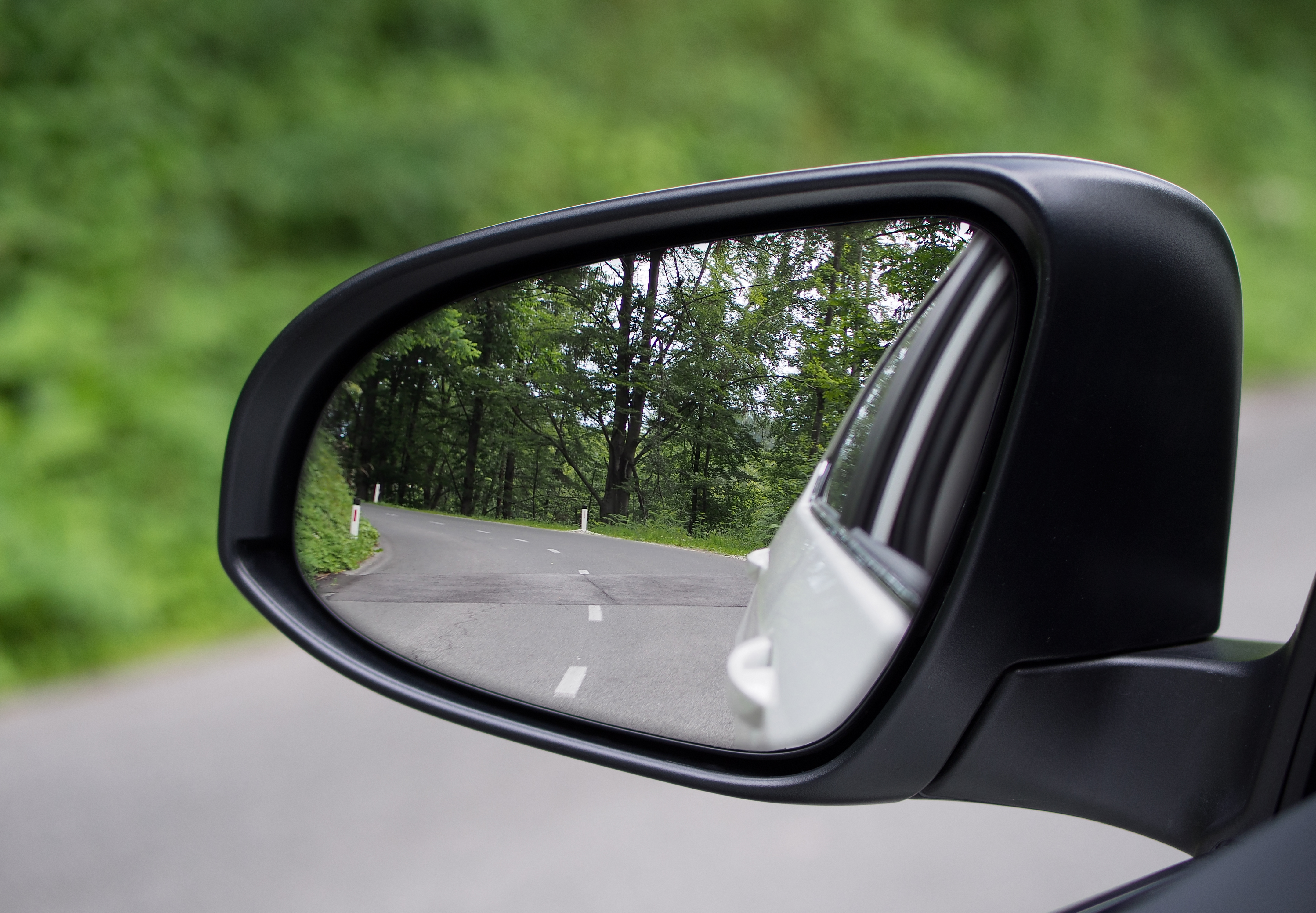
Espejo lateral de doble perfil. La gran superficie convexa interior está separada de la pequeña superficie asférica exterior

Casi todos los automóviles modernos montan sus espejos laterales en las puertas, normalmente en el pilar A, en lugar de en las alas (la parte de la carrocería situada por encima del hueco de la rueda). 
El espejo lateral está equipado para permitir su ajuste vertical y horizontal, que puede realizarse manualmente o de forma remota, a fin de proporcionar una cobertura adecuada a los conductores de diferentes alturas y con distintas posiciones del asiento. El ajuste remoto puede ser mecánico mediante cables Bowden o eléctrico mediante motorreductores. El cristal del espejo también puede calentarse eléctricamente y puede incluir atenuación electrocrómica para reducir el deslumbramiento del conductor producido por los faros de los vehículos que circulan por detrás. Cada vez más, el espejo lateral incorpora los repetidores de señal de giro del vehículo. Existe una evidencia que sugiere que los repetidores montados en los espejos pueden ser más efectivos que los repetidores montados sobre los guardabarros que predominaba antes.

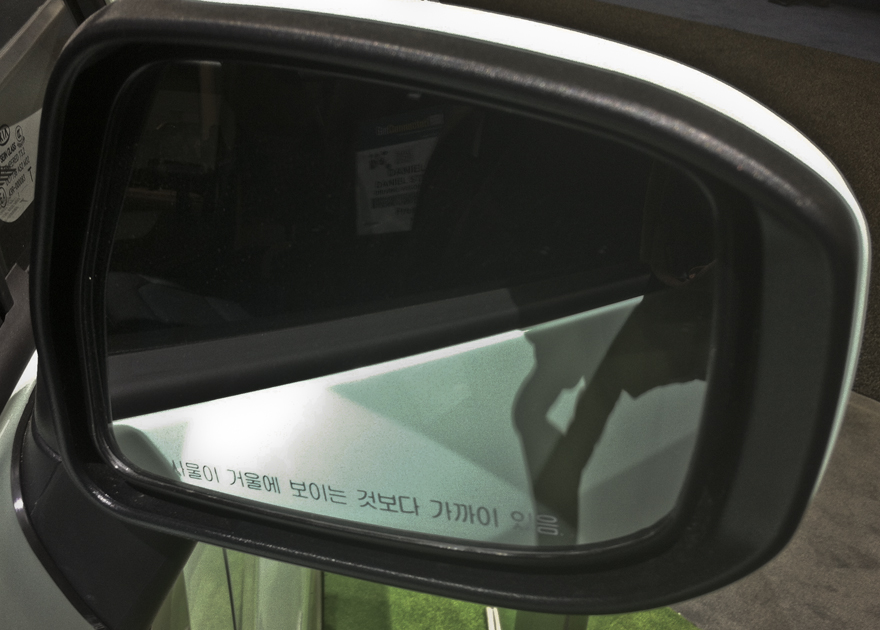
Espejo lateral en un vehículo con especificaciones coreanas. La leyenda en coreano dice "Los objetos en el espejo están más cerca de lo que parecen"

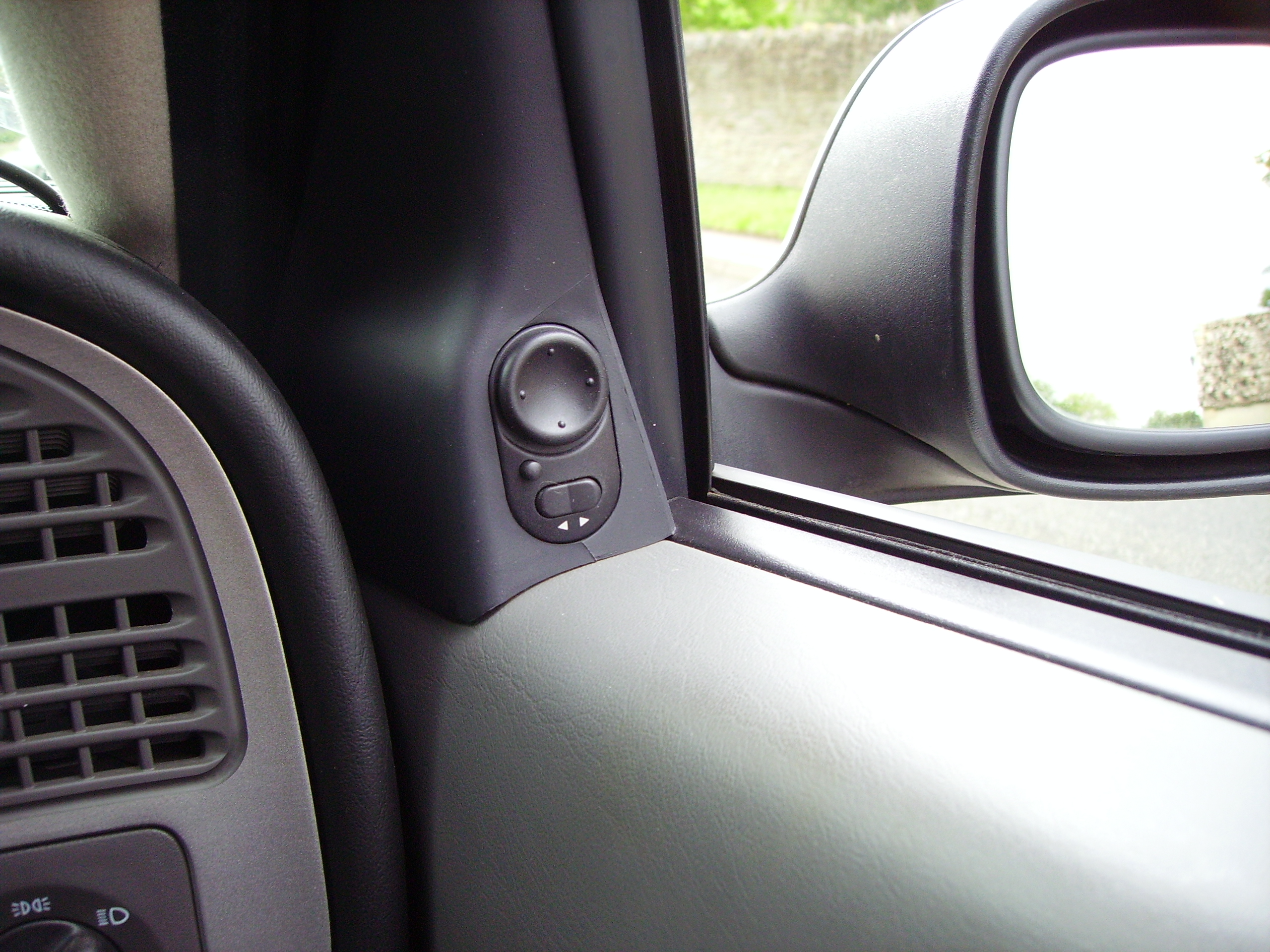
Control del conductor para los espejos laterales, equipado con un pequeño botón pulsador

## Espejo lateral opcional
En la década de los años 40 del siglo XX, muchas carreteras estaban pavimentadas y tenían solo dos carriles, uno en cada dirección. Los conductores tenían que estar atentos,al espejo retrovisor interno,solo al tráfico de su carril situado directamente detrás de ellos (vista trasera).Algunos autos tenían espejo interno y lateral izquierdo.Debido a esto,la mayoría de los vehículos de pasajeros hasta finales de la década de los años 60 del siglo XX,no tenían el espejo del lado derecho del pasajero,solo como una acessorio opcional, ya que se consideraba un lujo.

## Plano, convexo, asférico
En los EE. UU. y Canadá, el estándar 111 de seguridad de vehículos motorizados de la Administración Nacional de Seguridad del Tráfico en Carreteras de EE. UU. y el estándar 111 de seguridad de vehículos motorizados de Canadá exigen que el espejo del lado del conductor proporcione una "unidad de aumento", es decir, un reflejo 1: 1 sin distorsiones equivalente al logrado con un espejo plano. Sin embargo, la restricción del aumento limita el campo de visión que puede proporcionar un espejo de tamaño compatible con la carrocería del vehículo. Las regulaciones ECE en uso en la mayor parte del mundo, excepto en Norteamérica, permiten que el espejo del lado del conductor tenga una superficie plana, convexa o asférica; es habitual que una sección asférica se combine con una sección convexa más grande, y las dos secciones están separadas por una línea visible para alertar al conductor de los diferentes cambios de perspectiva de las dos secciones.
Debido a la distancia entre el ojo del conductor y el espejo del lado del pasajero, solo se puede lograr un campo de visión útil con un espejo convexo o asférico. Sin embargo, la convexidad también minimiza el tamaño de los objetos mostrados. Dado que tales objetos parecen más alejados de lo que realmente están, un conductor puede realizar una maniobra como un cambio de carril asumiendo que un vehículo adyacente está a una distancia segura por detrás, cuando en realidad está bastante más cerca. En los Estados Unidos, Canadá, India, Corea y Australia, los espejos no planos están grabados o impresos con la leyenda de advertencia objects in the mirror are closer than they appear. En Canadá, esta advertencia a menudo se complementa con una calcomanía transparente en la ventana del lado del pasajero que repite la advertencia en francés: les objets dans le retroviseur sont plus proche qu'ils ne le paraissent. En Corea, la advertencia aparece en coreano. Las advertencias de esta naturaleza no son necesarias en Europa. 

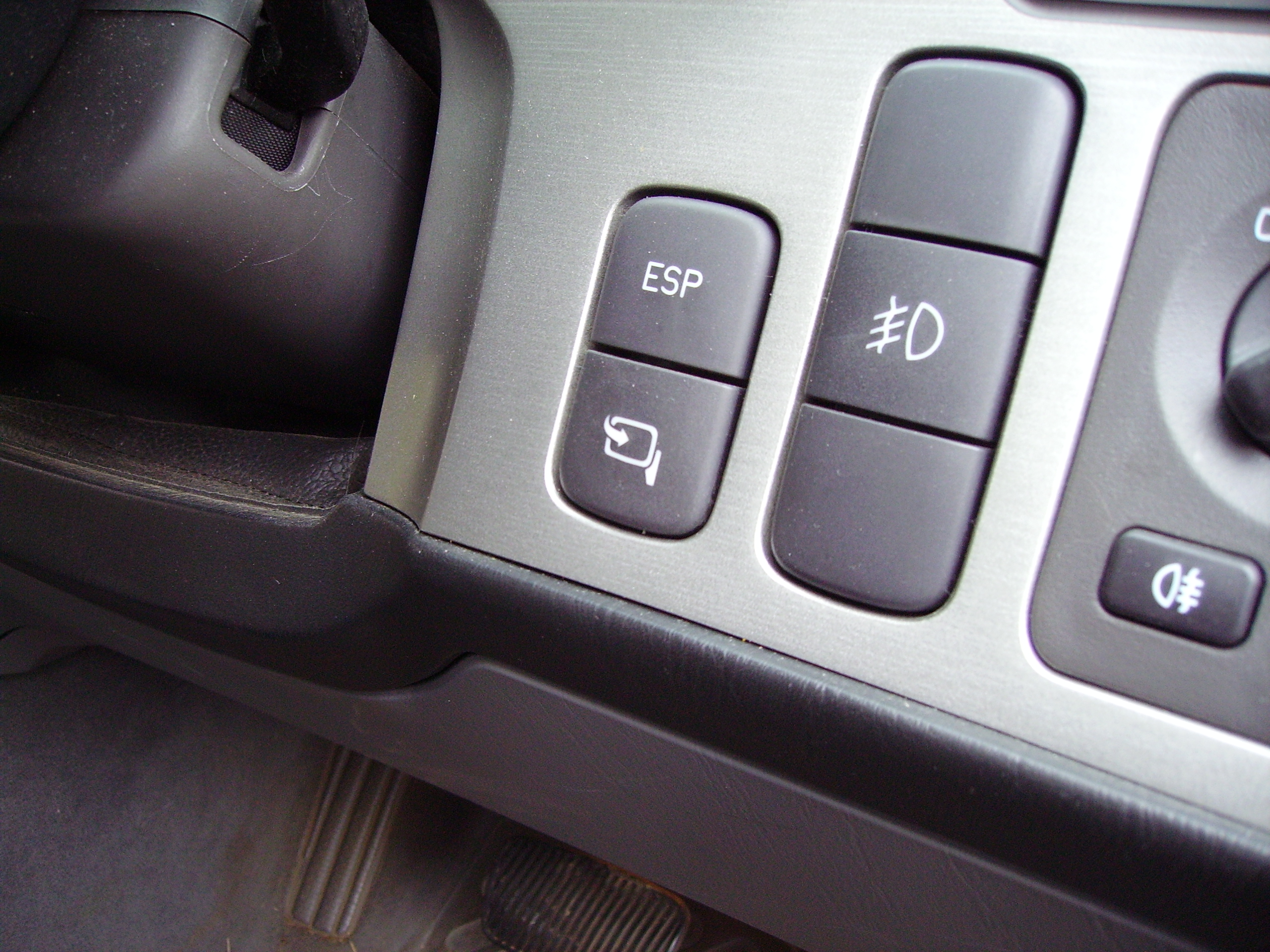
Control de retracción del espejo lateral

### Otros requerimientos
|  |  |

Más comúnmente en los automóviles fabricados desde la primera década del siglo XXI, los espejos laterales pueden plegarse manual o eléctricamente para protegerlos cuando el automóvil está estacionado o se lava en un túnel de lavado automático. Los espejos laterales, que sobresalen del perfil del vehículo, están diseñados para poder plegarse fácilmente en caso de impacto. La capacidad de plegarse ayuda a protegerlos de daños. La Regulación ECE 46 requiere que los espejos laterales se monten de manera que se replieguen contra la carrocería cuando sean golpeados por un cilindro de prueba destinado a representar a un peatón.
Hasta marzo de 1983, el Ministerio de Transporte de Japón no permitía registrar automóviles sin espejos sobre los guardabarros delanteros, por lo que los espejos estaban montados en una posición muy adelantada. Sin embargo, los vehículos con especificaciones japonesas más recientes tienen espejos laterales similares a los de otros países. Los taxistas y otros conductores profesionales mantienen preferencia por los espejos retrovisores laterales, ya que perciben que mejoran la seguridad de la conducción en condiciones de tráfico extremadamente denso. 
El Estándar Federal de Seguridad de Vehículos Motorizados 111 de EE. UU. exige que los espejos laterales convexos tengan un radio de curvatura comprendido entre 889 mm y 1651 mm. El Estándar de seguridad de vehículos motorizados de Canadá 111 estipula un rango de entre 890  mm y 1800 mm. Ni el estándar estadounidense ni el canadiense permiten espejos asféricos. La Normativa ECE 46 europea utilizada en la mayor parte del mundo permite espejos planos, convexos y/o asféricos a ambos lados del vehículo. La investigación estadounidense sugiere que los espejos del lado del conductor no planos pueden ayudar a reducir los choques.